# Cassidy (rapper)

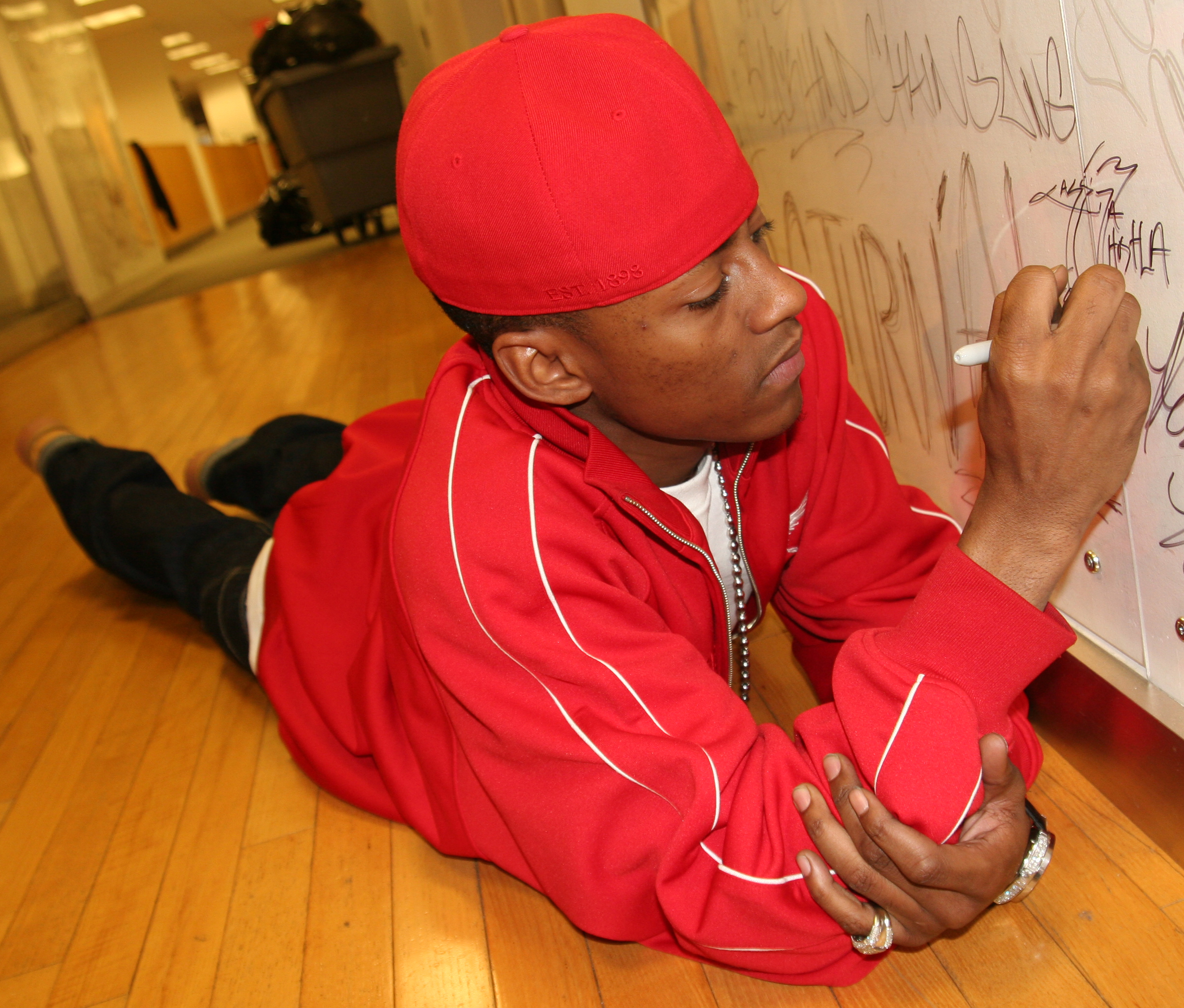
Cassidy in mei 2005

Cassidy (Philadelphia, Pennsylvania, 7 juli 1982), artiestennaam van Barry Adrian Reese, is een Amerikaanse rapper, die begin 2005 een hit scoorde met Hotel, waarop ook R. Kelly meedoet.

## Discografie

### Albums
| Album met eventuele hitnotering(en) in de Nederlandse Album Top 100 | Datum van verschijnen | Datum van binnenkomst | Hoogste positie | Aantal weken | Opmerkingen |
| ------------------------------------------------------------------- | --------------------- | --------------------- | --------------- | ------------ | ----------- |
| Split personality                                                   | 2005                  |                       |                 |              |             |

### Singles
| Single met eventuele hitnotering(en) in de Nederlandse Top 40 | Datum van verschijnen | Datum van binnenkomst | Hoogste positie | Aantal weken | Opmerkingen  |
| ------------------------------------------------------------- | --------------------- | --------------------- | --------------- | ------------ | ------------ |
| Hotel                                                         |                       | 22-1-2005             | tip 11          |              | met R. Kelly |
| I'm a hustla                                                  |                       |                       |                 |              |              |